# Religija u Latviji
Najzastupljenija religija u Latviji je kršćanstvo. Od kršćanskih zajednica najzastupljeniji je luteranizam, zbog snažnog njemačkog utjecaja ali i zbog toga što je protestantizam općenito prihvaćen na području Baltika. Protestantizam ima snažniji utjecaj na sjeveru i zapadu zemlje, bliže skandinavskim zemljama i sjeverom dijelu Njemačke, dok na istoku i jugu Latvije prevladava katoličanstvo pod utjecajem Poljske i Litve. Latvijska pravoslavna crkva treća je najveća kršćanska i vjerska zajednica koja je najzastupljenija na graničnim područjima s Rusiji.

## Povijest
Latvija je jedna od posljednjih europskih zemalja čije se stanovništvo pokrstilo. Prije pokrštavanja većina stanovništva prakticirala je finski paganizam pomiješan s elementima baltičke mitologije. No poganske religije su daljnjim tijekom srednjeg vijeka počele sve više gubiti na značaju te im se u pola stoljeća broj sljedbenika na području Latvije gotovo prepolovio. Prve doticaje s kršćanstvom i to rimokatoličanstvom, Latvijci su imali početkom 12. stoljeća, dolaskom vitezova Teutonaca koji su naseljavali područje Danske, sjevera Njemačke i Poljske te područje današnje Litve i Kalinjingradske oblasti. Latvija je bila jednim od poprišta sjevernih križarskih ratova gdje su se borili kršćanski kraljevi Danske, Švedske i sjevernonjemačkoj Livonskog reda i Teutonskog viteškog reda radi utjecaja u ovim krajevima. 
Dijelovi istočne Latvije kratko su bile pod utjecajem vikinških vladara iz dinastije Rjurikoviča koji su početkom 12. stoljeća prihvatili pravoslavlje kao svoju vjeru. No, gubitkom vikinškog utjecaja na istoku Latvije i pravoslavlje isčezava s tog područja sve do kraja 19. stoljeća. Švedska je vremenom postala vladarica baltičkih obala što je za posljedicu imalo širenje protestantizma.
Unatoč kršćanstvu kao najzastupljenijoj vjeroispovijesti u zemlji, za neke najveće kršćanske blagdane kao što su Božić, Duhovi i Uskrs zadržani su neki tradicionalni poganski običaji kao dio nacionalne kulturne baštine. Štoviše, krajem 20. stoljeća počeli su se obnavljati ili osnivati novi novopoganski pokreti poput "Dievturība", koji je nastao obnovom baltičke mitologije zamrle krajem 13. stoljeća od strane male skupine ljudi 1925. godine.
Nakon sklapanja Poljsko-Litavske Unije 1569., pod čiju je upravu potpao i prostor današnje Latvije, vjerska karta Skandinavije i Baltika potpuno se promijenila, iako je državna religija bila katoličanstvo. Unatoč reformaciji, katoličanstvo je uvelike opstalo sve do današnjih dana. Ipak, najteže dane je proživljavalo u vrijeme SSSR-a u kojem nije bilo vjerske snošljivosti. Zbog toga se mnogo Latvijaca, njih gotovo 20%, preobratilo na ateizam kako bi dobili viša mjesta i bolje životne uvjete u komunističkoj vladavini.
Najraširenije je luteranstvo (Latvijska evangelička luteranska Crkva). Rimokatoličanstvo je najraširenije na istoku, u Latgaliji, zbog poljskog utjecaja. Treća po brojnosti Crkva je Latvijska pravoslavna Crkva čiji su vjernici uglavnom govornici ruskog jezika.

## Vjerska struktura
Procjene koje navodi CIA za 2006. godinu govore o sljedećem vjerskom sastavu:
- luterani 19,6%
- pravoslavni 15,3%
- ostali kršćani 1%
- ostali 0,4%
- nespecificirano 63,7%

Latvijsko ministarstvo pravosuđa daje ove podatke za 2011. godinu:
- luterani 34,3%
- rimokatolici 25,1%
- pravoslavni i starovjerni pravoslavci 19,4%
- ostali kršćani 1,2%
- ostali ili nikoje 20,0%

## Galerija
- Širenje kršćanstva u Europi i na Sredozemlju.
- Europa u doba velike podjele 1054. godine.
- Religija u Europi, na Sredozemlju i na Bliskom Istoku 1100.
- Religije u Europi 1560.